# Géza II d'Hongria
Géza II d'Hongria (en hongarès: II. Géza) (Tolna, 1130 - 31 de maig de 1162) va ser rei d'Hongria de 1141 fins a la seva mort. Fill del rei Béla II, va ascendir al tron a la mort del seu pare quan encara era un nen, i durant la seva minoria d'edat el regne la seva mare actuà de regent. Esdevingué un dels monarques més poderosos d'Hongria, amb una gran influència a la regió.

## Biografia

### Ascens al tron
Géza era el fill gran del rei Béla II d'Hongria i la seva esposa, Helena de Raška. Va ser coronat als onze anys, tres dies després de la mort del seu pare el 13 de febrer de 1141. Com que encara era menor d'edat, la seva mare va actuar com a regent amb l'ajut del seu germà Beloš.
Boris, fill de l'esposa adúltera del rei Kálmán, disputava la legitimitat de Géza com ho havia fet amb el seu pare. L'abril de 1146 va aconseguir ocupar la fortalesa de Pozsony, amb el suport del duc Enric II d'Àustria. El jove Géza va liderar personalment els exèrcits que van aconseguir derrotar les tropes austríaques l'11 de setembre. Aquell mateix any Géza esposà la filla del Gran Príncep Iziaslav II de Kíev.
Géza arribà a l'edat adulta com un rei respectat amb bona reputació com a comandant d'exèrcits.

### Regnat
Ell 1148 va enviar tropes per socórrer el seu cunyat Iziaslav II contra el príncep Vladímir de Txerníhiv. El 1149 va ajudar el seu tiet matern, el duc Uroš II de Raška contra l'Imperi Romà d'Orient. Cap dels dos, però va aconseguir mantenir els seus dominis.
El 1152 ell i Iziaslav II van marxar contra Vladimirko de Halych, i van resultar victoriosos. El mateix any Boris va atacar els territoris del sud d'Hongria amb l'ajut de tropes romanes d'Orient, però Géza va aconseguir derrotar-lo i acordar una treva amb l'Imperi Romà d'Orient.
El 1154 va donar suport a una rebel·lió d'Andrònic Comnè contra el seu cosí l'emperador Manuel I, que no va prosperar.
El 1157 el seu germà petit Esteve va conspirar contra d'ell amb el suport del seu tiet Beloš. La conspiració va fracassar i Esteva va fugir a la cort de l'emperador del Sacre Imperi Frederic I. Géza va negociar amb Frederic aconseguint que deixés de donar suport a Esteve a canvi de cedir-li tropes en el seu conflicte contra Milà. Així Esteve es va veure obligat a refugiar-se a Constantinoble, on el 1159 l'acompanyaria el seu germà Ladislau que també havia estat descobert conspirant contra Géza.
Enmig del conflicte de les investidures i aconsellat pel nou arquebisbe d'Esztergom, Géza no només va donar suport al papa Alexandre III (en lloc de l'antipapa Víctor IV a qui donava suport Frederic I), sinó que també va renunciar als seus drets d'investidura.

## Família

### Avantpassats
|  |                                        |  |  |  |  |  |  |  |  |  |  |  |  |  |  |  |
|  | 16. Béla I d'Hongria                   |  |  |  |  |  |  |  |  |  |  |  |  |  |  |  |
|  |                                        |  |  |  |  |  |  |  |  |  |  |  |  |  |  |  |
|  |                                        |  |  |  |  |  |  |  |  |  |  |  |  |  |  |  |
|  | 8. Géza I d'Hongria                    |  |  |  |  |  |  |  |  |  |  |  |  |  |  |  |
|  |                                        |  |  |  |  |  |  |  |  |  |  |  |  |  |  |  |
|  |                                        |  |  |  |  |  |  |  |  |  |  |  |  |  |  |  |
|  | 17. Adelaida (Rixa) de Polònia         |  |  |  |  |  |  |  |  |  |  |  |  |  |  |  |
|  |                                        |  |  |  |  |  |  |  |  |  |  |  |  |  |  |  |
|  |                                        |  |  |  |  |  |  |  |  |  |  |  |  |  |  |  |
|  | 4. Duc Álmos                           |  |  |  |  |  |  |  |  |  |  |  |  |  |  |  |
|  |                                        |  |  |  |  |  |  |  |  |  |  |  |  |  |  |  |
|  |                                        |  |  |  |  |  |  |  |  |  |  |  |  |  |  |  |
|  | 9. Sofia                               |  |  |  |  |  |  |  |  |  |  |  |  |  |  |  |
|  |                                        |  |  |  |  |  |  |  |  |  |  |  |  |  |  |  |
|  |                                        |  |  |  |  |  |  |  |  |  |  |  |  |  |  |  |
|  | 2. Béla I d'Hongria                    |  |  |  |  |  |  |  |  |  |  |  |  |  |  |  |
|  |                                        |  |  |  |  |  |  |  |  |  |  |  |  |  |  |  |
|  |                                        |  |  |  |  |  |  |  |  |  |  |  |  |  |  |  |
|  | 20. Gran Príncep Iziaslav I de Kíev    |  |  |  |  |  |  |  |  |  |  |  |  |  |  |  |
|  |                                        |  |  |  |  |  |  |  |  |  |  |  |  |  |  |  |
|  |                                        |  |  |  |  |  |  |  |  |  |  |  |  |  |  |  |
|  | 10. Gran Príncep Sviatopolk II de Kíev |  |  |  |  |  |  |  |  |  |  |  |  |  |  |  |
|  |                                        |  |  |  |  |  |  |  |  |  |  |  |  |  |  |  |
|  |                                        |  |  |  |  |  |  |  |  |  |  |  |  |  |  |  |
|  | 21. Gertrudis de Polònia               |  |  |  |  |  |  |  |  |  |  |  |  |  |  |  |
|  |                                        |  |  |  |  |  |  |  |  |  |  |  |  |  |  |  |
|  |                                        |  |  |  |  |  |  |  |  |  |  |  |  |  |  |  |
|  | 5. Predslava de Kíev                   |  |  |  |  |  |  |  |  |  |  |  |  |  |  |  |
|  |                                        |  |  |  |  |  |  |  |  |  |  |  |  |  |  |  |
|  |                                        |  |  |  |  |  |  |  |  |  |  |  |  |  |  |  |
|  | 1. Géza II d'Hongria                   |  |  |  |  |  |  |  |  |  |  |  |  |  |  |  |
|  |                                        |  |  |  |  |  |  |  |  |  |  |  |  |  |  |  |
|  |                                        |  |  |  |  |  |  |  |  |  |  |  |  |  |  |  |
|  | 6. Uroš I de Raška                     |  |  |  |  |  |  |  |  |  |  |  |  |  |  |  |
|  |                                        |  |  |  |  |  |  |  |  |  |  |  |  |  |  |  |
|  |                                        |  |  |  |  |  |  |  |  |  |  |  |  |  |  |  |
|  | 3. Helena de Raška                     |  |  |  |  |  |  |  |  |  |  |  |  |  |  |  |
|  |                                        |  |  |  |  |  |  |  |  |  |  |  |  |  |  |  |
|  |                                        |  |  |  |  |  |  |  |  |  |  |  |  |  |  |  |

### Núpcies i descendència
Géza es va casar l'any 1146 amb Eufrosina de Kíev (vers 1130 - vers 1193), filla del Gran Príncep Mstislav I de Kíev i la seva segona esposa. Se'n coneixen vuit fills:
- Esteve (1147 - 1172), futur rei Esteve III d'Hongria.
- Béla (1148 - 1196), futur rei Béla III d'Hongria.
- Elisabet (vers 1149 - després de 1189), futura esposa del Duc Frederic de Bohèmia.
- Géza (vers 1150 - abans de 1210).

- Árpád (morí jove)
- Odola (1156-1199), futura esposa del Duc Sviatopluk de Bohèmia.
- Helena (vers 1158-1199), futura esposa de Duc Leopold V d'Àustria.
- Margarida (1162-?), filla pòstuma.